# Wernischek János Jakab
Wernischek János Jakab (Turócliget, 1736. július 10. – Bécs, 1804. július 18.) orvos, botanikus.

## Életrajza
Orvosi tanulmányait 1759-ben szerezte meg a bécsi egyetem orvosi karán. Migazzi bíboros házi orvosa volt, nevét mégis botanikai munkái őrzik. Több növénytani művet írt. A Genera plantarum című munkájában a magyar flóra értékeit taglalta, előszavában felhívta a magyar füvészettel foglalkozók figyelmét, hogy adataikat küldjék el a Flora Hungarica című készülő művéhez. A mű megjelenéséről azonban nincs tudomásunk.
Bécsben érte a halál, 1804. július 18-án.

## Főbb munkái
- Dissertatio inaug. medica de homine interno. Viennae, 1759.
- Genera plantarum cum caracteribus suis essentialibus et naturalibus... Viennae, 1764. (Előszavában felhívja a magyar füvészettel foglalkozókat adatok beküldésére a «Flora Hungarica» cz. műve megírásához. 2. kiadás. Viennae, 1776.)
- Tractatus physicam astrorum notitiam ex principiis mechanicae proponens. Viennae, 1765.
- Systema medendi naturale. Viennae, 1777.
- Medendi norma ad dignoscendas evellendasque ipsas morborum causas. Viennae, 1780., 1786. Két kötet.
- Regulae venaesectionis secundum ipsas morborum causas effectrices dispositae. Viennae, 1783.
- Frage warum entstehen so viele Faulfieber? Warum sind die Friesel so selten?... Viennae, 1786.
- Beschreibung des rheumatischen Fiebers, welches gegenwärtig allgemein herrscht. Viennae, 1789.